# Ribeira do Borges
A Ribeira do Borges é um curso de água localizado na freguesia açoriana do Raminho, concelho de Angra do Heroísmo.
Este curso de água com origem a cerca de 500 metros de altitude encontra-se geograficamente localizado na Latitude 38.78° e na Longitude -27.35º, e tem cerca de 3 quilómetros de extensão.
Encontra-se no extremo Oeste-noroeste da ilha Terceira tem a sua origem nos contrafortes do vulcão da Serra de Santa Bárbara, a maior formação geológica da ilha Terceira que se eleva a 1021 metros acima do nível do mar e faz parte de bacia hidrográfica gerada pela própria montanha.